# Поду Наружеј (Вранча)
Поду Наружеј (рум. Podu Nărujei) насеље је у Румунији у округу Вранча у општини Наружа. Oпштина се налази на надморској висини од 423 m.

## Становништво
Према подацима из 2002. године у насељу је живело 458 становника, од којих су сви румунске националности.